# Гідрогеологія Франції
Гідрогеологія Франції
На тер. Ф. розташовані великі гідрогеол. структури: Паризький, Аквітанський, Верхньорейнський грабен, Брестсько-Ліонський артезіанські басейни; Центр. Французький, Арморіканський, Вогезький масиви; на крайньому сх. і півд. країни – складчасті області Альп і Піренеїв. Осн. ресурси прісних вод зосереджені в артезіанських басейнах, де вони пов'язані з алювієм великих річкових долин Сени, Луари, Рони, Мьоза, Мозеля, Рейну. Піщано-гравійні відміни характеризуються проникністю 10-5-10-2 м/с. Витрати джерел до 3 л/с в межах заплав і до 20 л/с на надзаплавних терасах, колодязів і свердловин 2-173 л/с. Продуктивність водозаборів від 39,0 (Ґранд-Паруаз) до 347 л/с (бас. Уази). Найбільші дебіти характерні при спільному каптажі алювію і підстилаючих корінних порід. Великі ресурси вод формуються в потужних товщах (до 250 м) алювіальних відкладів Верхньорейнського бас. (дебіти свердловин 55-278 л/с). Води алювію прісні, склад НСО3 - Са2+, місцями з підвищеним вмістом Fe і Mn.
Підземні води палеогену і неогену пов'язані з невитриманими за простяганням горизонтами пісків і вапняків. У розрізі мезозою підземні води пов'язані з горизонтами пісків, вапняків і крейди. У Паризькому бас. води в пісках альба і сеномана розкриті на глиб. 20-120 м, витрати джерел і колодязів до 3 л/с, свердловин 2,3-10,6 л/с при пониженнях 2-6 м.
У межах масивів осн. ресурси прісних вод формуються у верх. зоні тріщинуватості кристалічних порід і в зонах порушень. Водоносність невисока, лише в зонах порушень дебіти свердловин підвищені до 2,8 л/с. Витрати карстових джерел 0,1-1,0 м/с. 
Сумарні запаси води в країні оцінюються в 183х109 м3/рік, з них на частку підземних припадає до 107х109 м3/рік. Надзвичайно високий відбір їх приводить до формування великих лійок депресій в межах Парижа, Бордо та ін. пром. центрів. На великих площах відмічене забруднення водоносних горизонтів. У Ф. поширені термомінеральні води, особливо вуглекислі. Виходи їх тяжіють до ареалів неоген-четвертинного вулканізму, розвантаження їх контролюється зонами розломів і тріщин-оперень. Мінералізація до 7 г/л,  рідше до 30 г/л,  склад НСО3-, НСО3- - SO42-, НСО3- - Cl-,  т-ра понад 40 °C. На багатьох родов. діють курорти (Віші, Руаї, Ла-Бурбуль). Підземні води глибоких горизонтів осадового розрізу з т-рами до 80-90 °C використовуються в промисловості і в побуті для опалювання. 